# Futbol a Zàmbia
El futbol és l'esport més popular a Zàmbia. És dirigit per la Football Association of Zambia.
L'any 1993 es produí el fet més greu de la història del futbol nacional com fou l'accident aeri de la selecció nacional, en uns anys en què la selecció vivia importants èxits. El major triomf arribà l'any 2012, quan Zàmbia guanyà la Copa d'Àfrica de Nacions després de derrotar Costa d'Ivori a la final.

## Competicions
- Lligues:
  - Zambia Super League
  - Zambian Second Division
- Copes:
  - Copa zambiana de futbol

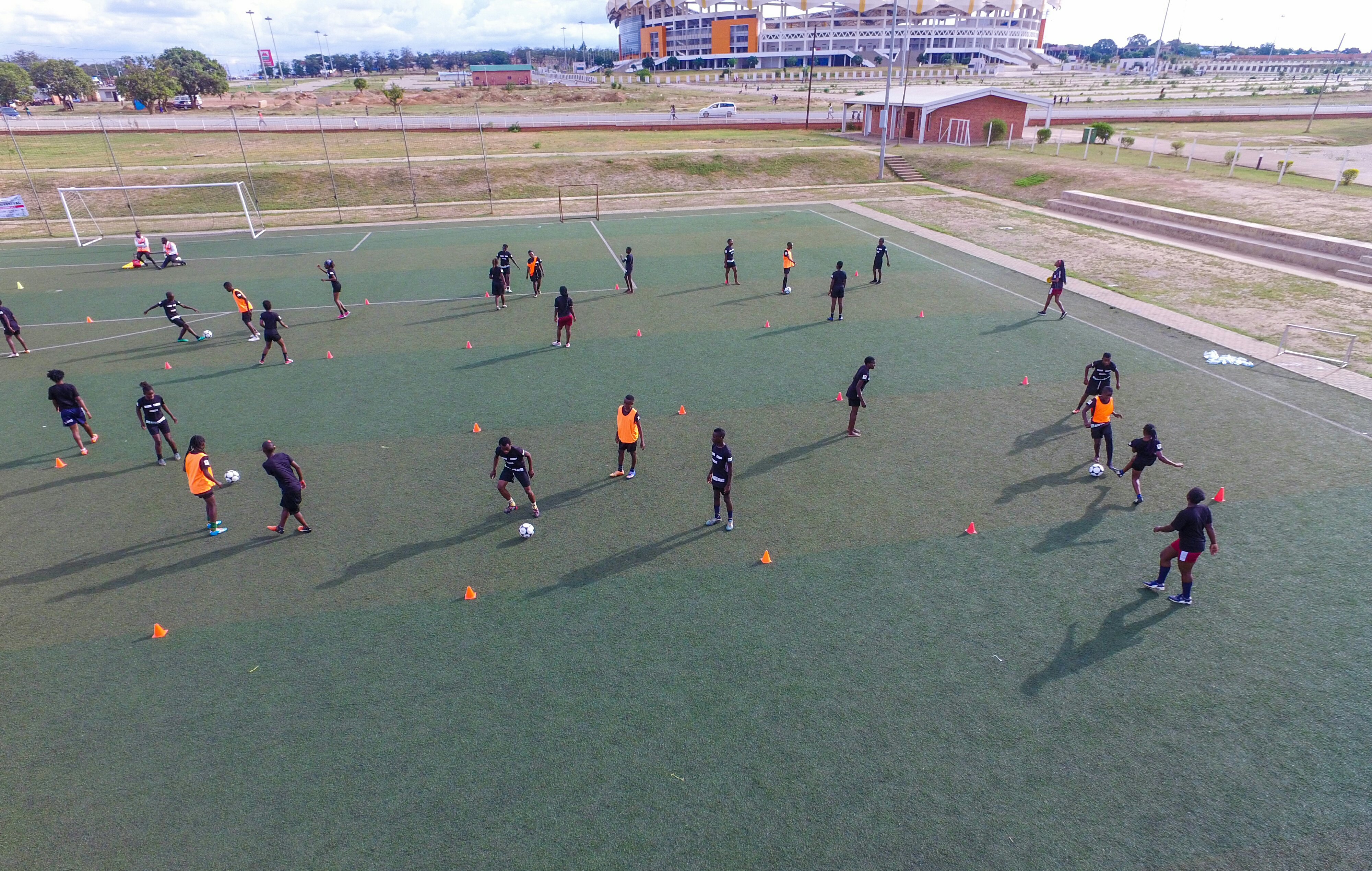
Entrenament de futbol.

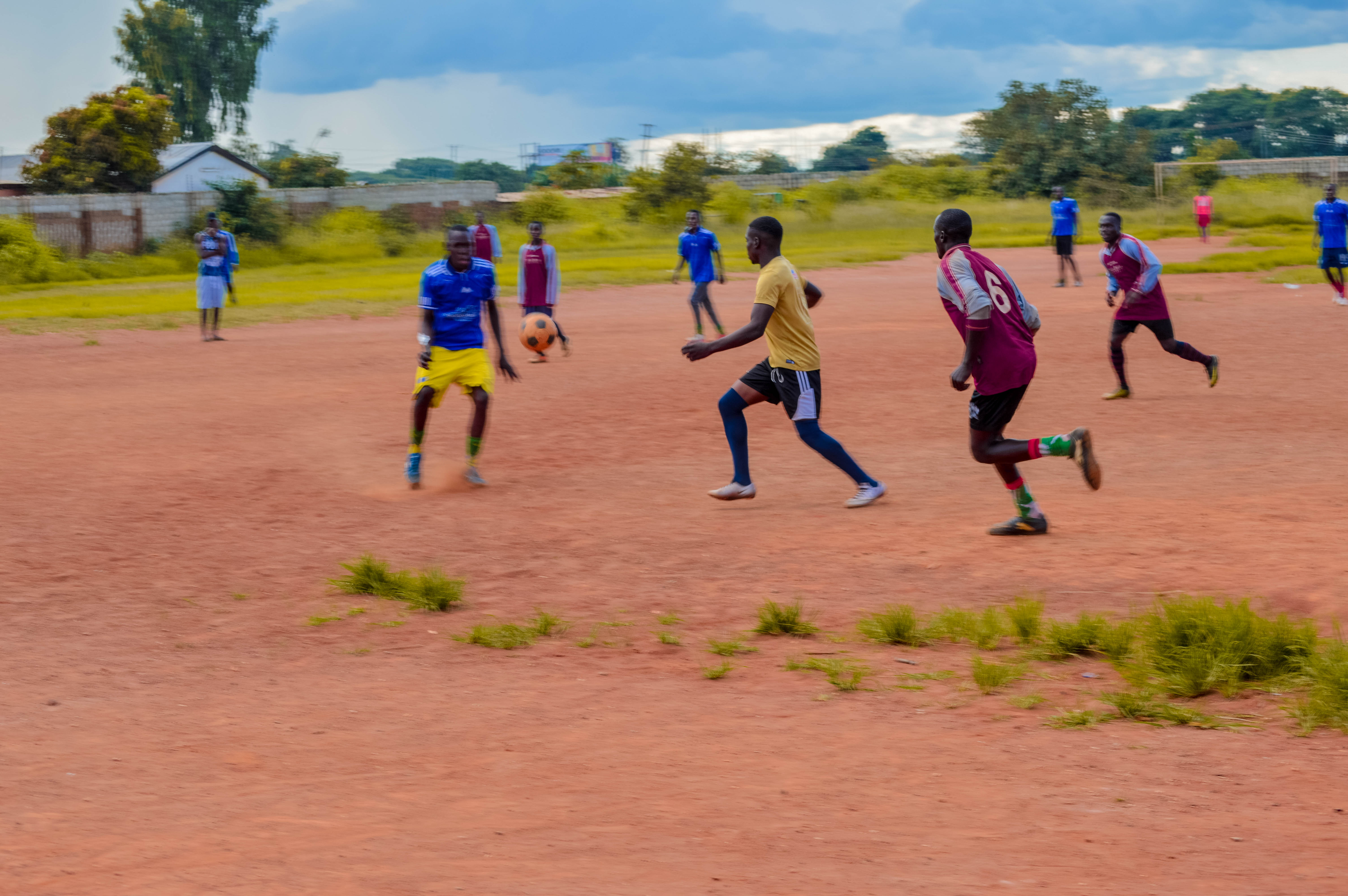
Futbol al carrer.

  - Copa Challenge zambiana de futbol
  - Copa Coca Cola zambiana de futbol
  - Copa ABSA
  - Charity Shield zambiana de futbol
  - Copà Heinrich/Chibuku/Heroes and Unity
  - Copa Campió de Campions de Zàmbia

## Principals clubs
Clubs amb més títols nacionals a 2019.
- Mufulira Wanderers FC
- Nkana FC
- ZESCO United FC
- Zanaco FC
- Power Dynamos FC
- Green Buffaloes FC
- Kabwe Warriors FC
- Konkola Blades FC
- Red Arrows FC
- Nchanga Rangers FC
- Roan United FC
- City of Lusaka FC

## Jugadors destacats
Fonts:
Des de 1960
- Dick Chama
- Emment Kapengwe
- Dickson Makwaza
- Freddie Mwila
- Samuel Ndhlovu

Des de 1970
- Bernard Chanda
- Godfrey Chitalu
- Alex Chola
- Kaiser Kalambo
- Ackim Musenge
- Emmanuel Mwape
- Willie Phiri
- Jani Simulambo
- Boniface Simutowe

Des de 1980
- Kalusha Bwalya
- David Efford Chabala
- Peter Kaumba
- Derby Makinka
- Jericho Shinde

Des de 1990
- Johnson Bwalya
- Kenneth Malitoli
- Kapambwe Mulenga
- Charles Musonda
- John Soko

Des de 2000
- Christopher Katongo
- Joseph Musonda

Des de 2010
- Rainford Kalaba
- Kennedy Mweene
- Stoppila Sunzu

## Principals estadis
| # | Estadi                            | Capacitat | Ciutat   |
| - | --------------------------------- | --------- | -------- |
| 1 | Estadi dels Herois Nacionals      | 60.000    | Lusaka   |
| 2 | Estadi Levy Mwanawasa             | 50.000    | Ndola    |
| 3 | Estadi Independència de Zàmbia    | 30.000    | Lusaka   |
| 4 | Estadi Nchanga                    | 20.000    | Chingola |
| 5 | Estadi Dag Hammarskjöld           | 18.000    | Ndola    |
| 6 | Estadi Woodlands                  | 15.000    | Lusaka   |
| 7 | Garden Park                       | 10.000    | Kitwe    |
| 8 | Estadi Godfrey 'Ucar' Chitalu 107 | 10.000    | Kabwe    |
| 9 | Estadi Nkana                      | 10.000    | Kitwe    |